# Міністерство комунального господарства Української РСР
Міністерство комунального господарства Української РСР — республіканське міністерство, входило до системи органів комунального господарства СРСР і підлягало в своїй діяльності Раді Міністрів УРСР.

## Історія
Створене з Народного комісаріату комунального господарства УРСР у березні 1946 року у зв'язку з переформуванням наркоматів. 31 травня 1957 року ліквідоване, але 21 липня 1960 року — відновлене. З 1976 року мало назву Міністерство житлово-комунального господарства Української РСР.

## Народні комісари комунального господарства УРСР
- Кузьменко Василь Денисович (1931—1932)
- Гаврилов Іван Андрійович (1932—1933)
- Поляков Василь Васильович (1933—1935)
- Межуєв Микола Дмитрович (1935—1936)
- Голубятніков Михайло Данилович (1936—1937)
- Клименко (в.о., 1937—1937)
- Задорожний Олександр Михайлович (в.о., 1937—1938)
- Чорновол Василь Семенович (1938—1940)
- Шейко Григорій Корнійович (1940—1941)
- Табулевич Йосип Титович (1943—1946)

## Міністри комунального господарства УРСР
- Табулевич Йосип Титович (1946—1948)
- Селіванов Олександр Гнатович (1948—1953)
- Третьяков Григорій Іванович (1953—1957)

- Селіванов Олександр Гнатович (1960—1971)
- Площенко Володимир Дмитрович (1971—1990)